# Фюрстенфельдбрук (район)
Фюрстенфельдбрук (нім. Fürstenfeldbruck) — район у Німеччині, у складі округу Верхня Баварія федеральної землі Баварія. Адміністративний центр — місто Фюрстенфельдбрук.

## Населення
Населення району становить 218 740 осіб (станом на 31 грудня 2020).

## Адміністративний поділ
Район складається з 4 міст (нім. Städte) та 19 громад (нім. Gemeinden):
| Міста 1. Гермерінг (40511) 2. Ольхінг (27930) 3. Пухгайм (21235) 4. Фюрстенфельдбрук (36843) Об'єднання громад 1. Графрат (громади Графрат, Коттгайзерінг та Шенгайзінг) 2. Маммендорф (громади Адельсгофен, Альтегненберг, Гаттенгофен, Єзенванг, Ландсберід, Маммендорф, Міттельштеттен та Обершвайнбах) | Громади 1. Адельсгофен (1768) 2. Айхенау (11904) 3. Аллінг (3873) 4. Альтегненберг (2072) 5. Гаттенгофен (1537) 6. Графрат (3941) 7. Гребенцель (19776) 8. Егенгофен (3506) 9. Еммерінг (6822) 10. Єзенванг (1579) 11. Коттгайзерінг (1590) 12. Ландсберід (1618) 13. Майзах (14182) 14. Маммендорф (4899) 15. Міттельштеттен (1704) 16. Моренвайс (4120) 17. Обершвайнбах (1709) 18. Тюркенфельд (3710) 19. Шенгайзінг (1911) |

Дані про населення наведені станом на 31 грудня 2020.